# Walter Lisco
Walter Wolfgang Lisco (* 2. Oktober 1893 in Deutsch-Wilmersdorf; † 2. Februar 1951) war ein deutscher Richter.

## Leben
Walter Wolfgang Lisco war ein Sohn des Rechtsanwalts Walter Lisco (1853–1920) und dessen erster Frau Margarethe Adler (1855–1897). Sein älterer Bruder Gustav Lisco (1884–1945) war ebenfalls Rechtsanwalt, sein Großvater Emil Gustav Lisco war Pfarrer in Berlin.
Lisco studierte Rechtswissenschaft an der Georg-August-Universität Göttingen. 1913 wurde er im Corps Bremensia aktiv.
Von 1923 bis 1935 war er bei der IG Farbenindustrie AG tätig, zuletzt als Leiter der Rechtsabteilung. Ab 1935 war er Rechtsanwalt und Notar in Berlin. Von 1941 bis 1945 diente er in der Wehrmacht. In den ersten beiden Nachkriegsjahren war er bei der Handelskammer Bremen tätig, zuletzt als Referent für Rechtsangelegenheiten. Er wechselte 1947 in die Gerichtsbarkeit und war bis 1950 Richter am Hanseatischen Oberlandesgericht Bremen. Zum 8. November 1950 wurde er als Bundesrichter an den Bundesgerichtshof berufen. Gut zwei Monate später starb er mit 58 Jahren.